# 短葶仙茅
短葶仙茅（学名：[Curculigo breviscapa] 错误：{{Lang}}：文本有斜体标记（帮助））为石蒜科仙茅属的植物，是中国的特有植物。分布在中国大陆的广东、广西等地，生长于海拔350米的地区，多生长于山谷密林中近水旁，目前尚未由人工引种栽培。